# Collegium Willibaldinum

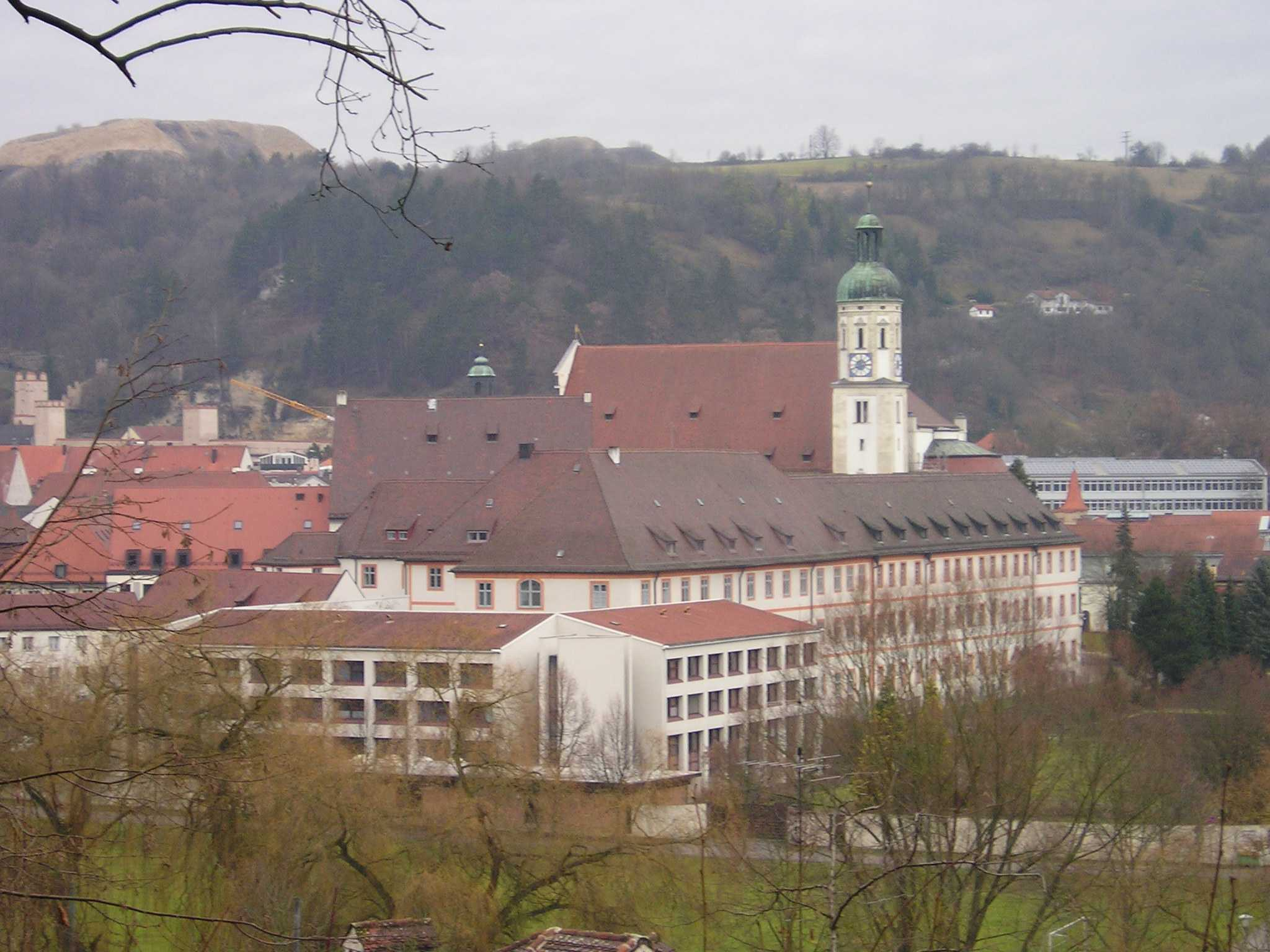
Collegium Willibaldinum

Collegium Willibaldinum – katolickie seminarium duchowne w Eichstätt, w Bawarii, w Niemczech, założone w 1564.
Oprócz właściwego seminarium, w strukturze Collegium funkcjonuje muzeum naturalne na zamku Willibaldsburg, Collegium Orientale, kościół Anioła Stróża i główna kongregacja Wspólnoty Życia Chrześcijańskiego biskupstwa Eichstätt. W części budynków Collegium urządzono ponadto dom noclegowy.
Collegium założył biskup Martin von Schaumberg, celem kształcenia duchowieństwa z tej części Rzeszy i propagowania idei soboru trydenckiego. Pierwszym kierownikiem Collegium został teolog Rudolf Clenck.
Na bazie Collegium powstał w 1980 – przekształcony w 2001 – Katolicki Uniwersytet Eichstätt-Ingolstadt (Katholische Universität Eichstätt-Ingolstadt).